# 214
Het jaar 214 is het 14e jaar in de 3e eeuw volgens de christelijke jaartelling.

## Gebeurtenissen

### Syrië
- Keizer Caracalla voert een veldtocht in het Oosten en neemt de Syrische koning Abgar VIII gevangen. Het koninkrijk Osroene (huidige Turkije) wordt officieel een Romeinse provincie.

## Geboren
- 10 mei - Claudius II "Gothicus", keizer van het Romeinse Rijk (overleden 270)